# Nemognatha soror
Nemognatha soror là một loài bọ cánh cứng trong họ Meloidae. Loài này được MacSwain miêu tả khoa học năm 1951.